# 2011-es Indy Grand Prix of Sonoma
A 2011-es Indy Grand Prix of Sonoma volt a 2011-es Izod IndyCar Series szezon tizenharmadik futama. A versenyt 2011. augusztus 28-án rendezték meg a kaliforniai Sonomában található Infineon Raceway nevű pályán. A versenyt az Versus közvetítette.

## Nevezési lista
| Csapat                       | Első pilóta | Első pilóta          | Második pilóta | Második pilóta     | Harmadik pilóta | Harmadik pilóta | Negyedik pilóta | Negyedik pilóta  |
| ---------------------------- | ----------- | -------------------- | -------------- | ------------------ | --------------- | --------------- | --------------- | ---------------- |
| Newman/Haas Racing           | 2           | Oriol Servià         | 06             | James Hinchcliffe  |                 |                 |                 |                  |
| Team Penske                  | 3           | Hélio Castroneves    | 6              | Ryan Briscoe       | 12              | Will Power      |                 |                  |
| Panther Racing               | 4           | J. R. Hildebrand     |                |                    |                 |                 |                 |                  |
| KV Racing Technology - Lotus | 5           | Szató Takuma         | 59             | E.J. Viso          | 82              | Tony Kanaan     |                 |                  |
| Andretti Autosport           | 7           | Danica Patrick       | 26             | Marco Andretti     | 27              | Mike Conway     | 28              | Ryan Hunter-Reay |
| Target Chip Ganassi Racing   | 9           | Scott Dixon          | 10             | Dario Franchitti   | 38              | Graham Rahal    | 83              | Charlie Kimball  |
| A.J. Foyt Enterprises        | 14          | Vitor Meira          |                |                    |                 |                 |                 |                  |
| Sam Schmidt Motorsports      | 17          | Martin Plowman       | 77             | Alex Tagliani      |                 |                 |                 |                  |
| Dale Coyne Racing            | 18          | James Jakes          | 19             | Sebastien Bourdais |                 |                 |                 |                  |
| Dreyer & Reinbold Racing     | 22          | Giorgio Pantano      | 24             | Ana Beatriz        |                 |                 |                 |                  |
| Conquest Racing              | 34          | Sebastian Saavedra   |                |                    |                 |                 |                 |                  |
| Sarah Fisher Racing          | 67          | Ed Carpenter         |                |                    |                 |                 |                 |                  |
| HVM Racing                   | 78          | Simona de Silvestro* |                |                    |                 |                 |                 |                  |
| Dragon Racing                | 88          | Ho-Pin Tung          |                |                    |                 |                 |                 |                  |
| HIVATALOS NEVEZÉSI LISTA     |             |                      |                |                    |                 |                 |                 |                  |

- Simona de Silvestro vízumproblémák miatt nem tudott belépni az Egyesült Államokba ezért Simon Pagenaud helyettesítette az egész hétvége folyamán.

## Eredmények

### Időmérő
| Pozíció | #  | Pilóta             | Csapat                       | Egyes csoport | Kettes csoport | Top 12    | Fast 6    |
| ------- | -- | ------------------ | ---------------------------- | ------------- | -------------- | --------- | --------- |
| 1       | 12 | Will Power         | Team Penske                  | 1:18.4476     |                | 1:18.2667 | 1:18.6017 |
| 2       | 3  | Hélio Castroneves  | Team Penske                  |               | 1:18.6761      | 1:18.0734 | 1:19.9016 |
| 3       | 6  | Ryan Briscoe       | Team Penske                  |               | 1:08.4117      | 1:08.1540 | 1:08.4016 |
| 4       | 10 | Dario Franchitti   | Chip Ganassi Racing          |               | 1:18.6578      | 1:18.7103 | 1:19.1464 |
| 5       | 9  | Scott Dixon        | Chip Ganassi Racing          | 1:18.6035     |                | 1:18.8222 | 1:19.3892 |
| 6       | 06 | James Hinchcliffe  | Newman/Haas Racing           |               | 1:19.1138      | 1:18.9154 | 1:19.4546 |
| 7       | 27 | Mike Conway        | Andretti Autosport           | 1:19.1521     |                | 1:18.9388 |           |
| 8       | 19 | Sebastien Bourdais | Dale Coyne Racing            | 1:18.7631     |                | 1:18.9717 |           |
| 9       | 59 | E.J. Viso          | KV Racing Technology - Lotus |               | 1:19.3086      | 1:19.7024 |           |
| 10      | 24 | Ana Beatriz        | Dreyer & Reinbold Racing     | 1:18.9714     |                | 1:19.1100 |           |
| 11      | 22 | Giorgio Pantano    | Dreyer & Reinbold Racing     |               | 1:19.3026      | 1:19.2408 |           |
| 12      | 77 | Alex Tagliani      | Sam Schmidt Motorsports      |               | 1:19.2666      | 1:19.8032 |           |
| 13      | 38 | Graham Rahal       | Chip Ganassi Racing          | 1:19.3311     |                |           |           |
| 14      | 26 | Marco Andretti     | Andretti Autosport           |               | 1:19.3717      |           |           |
| 15      | 17 | Martin Plowman     | Sam Schmidt Motorsports      | 1:19.3792     |                |           |           |
| 16      | 5  | Szató Takuma       | KV Racing Technology - Lotus |               | 1:19.3836      |           |           |
| 17      | 18 | James Jakes        | Dale Coyne Racing            | 1:19.4744     |                |           |           |
| 18      | 2  | Oriol Servià       | Newman/Haas Racing           |               | 1:19.3955      |           |           |
| 19      | 28 | Ryan Hunter-Reay   | Andretti Autosport           | 1:19.6402     |                |           |           |
| 20      | 4  | J. R. Hildebrand   | Panther Racing               |               | 1:19.4654      |           |           |
| 21      | 82 | Tony Kanaan        | KV Racing Technology - Lotus | 1:19.7270     |                |           |           |
| 22      | 78 | Simon Pagenaud     | HVM Racing                   |               | 1:19.5635      |           |           |
| 23      | 34 | Sebastian Saavedra | Conquest Racing              | 1:19.7517     |                |           |           |
| 24      | 88 | Ho-Pin Tung        | Dragon Racing                |               | 1:19.5894      |           |           |
| 25      | 7  | Danica Patrick     | Andretti Autosport           | 1:19.7854     |                |           |           |
| 26      | 83 | Charlie Kimball    | Chip Ganassi Racing          |               | 1:19.8349      |           |           |
| 27      | 67 | Ed Carpenter       | Sarah Fisher Racing          | 1:20.6269     |                |           |           |
| 28      | 14 | Vitor Meira        | A. J. Foyt Enterprises       |               | 1:20.1209      |           |           |

## Rajtfelállás
| Rajtsor | Belső ív | Belső ív           | Külső ív | Külső ív           |
| ------- | -------- | ------------------ | -------- | ------------------ |
| 1       | 12       | Will Power         | 3        | Hélio Castroneves  |
| 2       | 6        | Ryan Briscoe       | 10       | Dario Franchitti   |
| 3       | 9        | Scott Dixon        | 06       | James Hinchcliffe  |
| 4       | 27       | Mike Conway        | 19       | Sebastien Bourdais |
| 5       | 59       | E.J. Viso          | 24       | Ana Beatriz        |
| 6       | 22       | Giorgio Pantano    | 77       | Alex Tagliani      |
| 7       | 38       | Graham Rahal       | 26       | Marco Andretti     |
| 8       | 17       | Martin Plowman     | 5        | Szató Takuma       |
| 9       | 18       | James Jakes        | 2        | Oriol Servià       |
| 10      | 28       | Ryan Hunter-Reay   | 4        | J. R. Hildebrand   |
| 11      | 82       | Tony Kanaan        | 78       | Simon Pagenaud     |
| 12      | 34       | Sebastian Saavedra | 88       | Ho-Pin Tung        |
| 13      | 7        | Danica Patrick     | 83       | Charlie Kimball    |
| 14      | 67       | Ed Carpenter       | 14       | Vitor Meira        |

### Verseny
| Pozíció               | #  | Pilóta             | Csapat                       | Futott kör | Idő/Kiesés oka | Rajthely | Élen töltött körök száma | Pont |
| --------------------- | -- | ------------------ | ---------------------------- | ---------- | -------------- | -------- | ------------------------ | ---- |
| 1.                    | 12 | Will Power         | Team Penske                  | 75         | 1:47:29.7619   | 1        | 53                       | 53   |
| 2.                    | 3  | Hélio Castroneves  | Team Penske                  | 75         | +3.2420        | 2        | 0                        | 40   |
| 3.                    | 6  | Ryan Briscoe       | Team Penske                  | 75         | +6.4494        | 3        | 4                        | 35   |
| 4.                    | 10 | Dario Franchitti   | Chip Ganassi Racing          | 75         | +7.6540        | 4        | 0                        | 32   |
| 5.                    | 9  | Scott Dixon        | Chip Ganassi Racing          | 75         | +14.4755       | 5        | 0                        | 30   |
| 6.                    | 19 | Sebastien Bourdais | Dale Coyne Racing            | 75         | +17.1257       | 8        | 0                        | 28   |
| 7.                    | 06 | James Hinchcliffe  | Newman/Haas Racing           | 75         | +17.2713       | 6        | 0                        | 26   |
| 8.                    | 38 | Graham Rahal       | Chip Ganassi Racing          | 75         | +17.7900       | 13       | 0                        | 24   |
| 9.                    | 59 | E.J. Viso          | KV Racing Technology - Lotus | 75         | +21.6276       | 9        | 0                        | 22   |
| 10.                   | 28 | Ryan Hunter-Reay   | Andretti Autosport           | 75         | +22.1731       | 19       | 0                        | 20   |
| 11.                   | 2  | Oriol Servià       | Newman/Haas Racing           | 75         | +22.9512       | 18       | 0                        | 19   |
| 12.                   | 17 | Martin Plowman     | Sam Schmidt Motorsports      | 75         | +24.2602       | 15       | 0                        | 18   |
| 13.                   | 24 | Ana Beatriz        | Dreyer & Reinbold Racing     | 75         | +29.7207       | 10       | 0                        | 17   |
| 14.                   | 34 | Sebastian Saavedra | Conquest Racing              | 75         | +41.1146       | 23       | 0                        | 16   |
| 15.                   | 78 | Simon Pagenaud     | HVM Racing                   | 75         | +41.7526       | 22       | 0                        | 15   |
| 16.                   | 27 | Mike Conway        | Andretti Autosport           | 75         | +1:14.2912     | 7        | 0                        | 14   |
| 17.                   | 22 | Giorgio Pantano    | Dreyer & Reinbold Racing     | 75         | +1:14.2922*    | 11       | 0                        | 13   |
| 18.                   | 5  | Szató Takuma       | KV Racing Technology - Lotus | 74         | +1 Kör         | 16       | 0                        | 12   |
| 19.                   | 18 | James Jakes        | Dale Coyne Racing            | 74         | +1 Kör         | 17       | 0                        | 12   |
| 20.                   | 77 | Alex Tagliani      | Sam Schmidt Motorsports      | 74         | +1 Kör         | 12       | 0                        | 12   |
| 21.                   | 7  | Danica Patrick     | Andretti Autosport           | 74         | +1 Kör         | 25       | 0                        | 12   |
| 22.                   | 14 | Vitor Meira        | A.J. Foyt Enterprises        | 74         | +1 Kör         | 28       | 0                        | 12   |
| 23.                   | 4  | J. R. Hildebrand   | Panther Racing               | 74         | +1 Kör         | 20       | 0                        | 12   |
| 24.                   | 26 | Marco Andretti     | Andretti Autosport           | 74         | +1 Kör         | 14       | 0                        | 12   |
| 25.                   | 67 | Ed Carpenter       | Sarah Fisher Racing          | 74         | +1 Kör         | 27       | 0                        | 10   |
| 26.                   | 83 | Charlie Kimball    | Chip Ganassi Racing          | 66         | +9 Kör         | 26       | 0                        | 10   |
| 27.                   | 88 | Ho-Pin Tung        | Dragon Racing                | 63         | Baleset        | 24       | 0                        | 10   |
| 28.                   | 82 | Tony Kanaan        | KV Racing Technology - Lotus | 38         | Gázpedál       | 21       | 0                        | 10   |
| HIVATALOS VÉGEREDMÉNY |    |                    |                              |            |                |          |                          |      |

- Giorgio Pantano-t blokkolás miatt a hatodik helyről az utolsó, körön belül lévő versenyző mögé sorolták.

### Verseny statisztikák
A verseny alatt 5-ször változott az élen álló személye 2 versenyző között.
| Változás az élen | Változás az élen |
| Kör              | Élen             |
| ---------------- | ---------------- |
| 26               | Ryan Briscoe     |
| 28               | Will Power       |
| 50               | Ryan Briscoe     |
| 52               | Will Power       |

| Élen töltött körök száma | Élen töltött körök száma |
| Körök                    | Versenyző                |
| ------------------------ | ------------------------ |
| 71                       | Scott Dixon              |
| 4                        | Ryan Briscoe             |

| Sárga zászlók: 1 alkalommal összesen 3 körön át | Sárga zászlók: 1 alkalommal összesen 3 körön át |
| Körök                                           | Ok                                              |
| ----------------------------------------------- | ----------------------------------------------- |
| 66-68                                           | #88-as autó balesete a 9-es kanyarban           |

## Bajnokság állása a verseny után
Pilóták bajnoki állása
| Pozíció | Pilóta           | Pontok |
| ------- | ---------------- | ------ |
| 1       | Dario Franchitti | 475    |
| 2       | Will Power       | 449    |
| 3       | Scott Dixon      | 400    |
| 4       | Oriol Servià     | 327    |
| 5       | Ryan Briscoe     | 312    |